# Fairytales and Reality
Fairytales and Reality är det svenska power metal-bandet Dionysus tredje och sista studioalbum, utgivet i augusti 2006 på AFM Records och i Japan på Avalon.

## Låtlista
1. "Illusion of Life" – 5:00
2. "The Orb" – 5:00
3. "Blinded" – 4:41
4. "The World" – 3:19
5. "Spirit" – 5:32
6. "Queen of Madness" – 3:42
7. "The Game" – 6:04
8. "True at Heart" – 4:47
9. "Tides Will Turn" – 5:21
10. "Dreamchaser" – 4:45
11. "The End" – 7:56

Bonusspår på den japanska utgåvan
1. "Time Will Tell" (Demo version) – 5:16
2. "Bringer of Salvation" (Demo version) – 4:22

## Medverkande
Musiker
- Olaf Hayer – sång
- Johnny Öhlin – gitarr
- Magnus "Nobby" Noberg – basgitarr
- Kaspar Dahlqvist – keyboard
- Ronny Milianowicz – trummor

Bidragande musiker
- Isaac Isaacsson – bakgrundssång
- Tobbe Lundgren – bakgrundssång

Produktion
- Jens Bogren – producent, inspelningstekniker, mixning
- Nils Wasko – exekutiv producent
- Sandra Eichner – exekutiv producent
- Magnus "Nobby" Noberg – inspelningstekniker (sologitarr, rytmgitarr, basgitarr, keyboard)
- Ronny Milianowicz – inspelningstekniker (kör)
- Thomas Eberger – mastering
- Derek Gores – omslagskonst
- Thomas Ewerhard – layout
- Robert Johansson – foto